# Blue (Zucchero)
Blue is een nummer van de Italiaanse zanger Zucchero uit 2005. Het is de eerste single van zijn compilatiealbum Zu & Co.
"Blue" is een Engelstalige bewerking van Zucchero's Italiaanstalige hit Blu uit 1998, die vooral succes kende in Italië. Voor het schrijven van de Engelstalige tekst kreeg Zucchero hulp van Bono van U2. Op de internationale versie van het album "Zu & Co." is "Blue" een duet tussen Zucchero en Sheryl Crow. Kort na de internationale versie verscheen een Nederlandse versie van het album, waarop een versie van "Blue" staat die Zucchero met Ilse DeLange zingt. Deze versie werd een bescheiden hit in Nederland, met een 23e positie in de Nederlandse Top 40. Hiermee was het tot nu toe de laatste hit voor Zucchero in Nederland.

## Tracklijst
Cd-single
1. "Blue" (radioversie) - 4:47
2. "Blue" (albumversie) - 4:03